# 蒙兀国
蒙兀国（音譯「哈木黑蒙古」；1131年－1206年），又称蒙兀汗国、蒙兀王国，由蒙古乞颜部合不勒所建，後演化為成吉思汗的蒙古帝國。

## 背景
宋金兩國於1141年（金皇統元年/宋紹興十一年）簽訂「紹興和議」後，金朝統治者為了控制華北，便於1152年（金天德四年/宋紹興二十二年）把國都從上京會寧府遷到燕京，稱為中都。從而形成了南宋與金朝南北對峙的局面。在南宋與金朝對峙的時候，蒙古族在塞外興盛起來了。他們早年居住在額爾古納河一帶，後來逐漸散布到蒙古高原廣大地區，過著游牧生活。各部首領為了爭奪牲畜、牧地和奴隸，進行著頻繁的爭鬥和戰爭。
蒙古民族可以說是相當後起的北方遊牧民族，就文獻而言，一直到《舊唐書》、《新唐書》才出現「蒙兀」、「蒙瓦」這個辭稱，當時是屬於許多「室韋」（部落民族的名稱）的一部分，可是這時匈奴、羯、鮮卑等北方草原游牧民族，早已走進了歷史，跟北方漢人融合成爲隋、唐時的新漢人。
到目前爲止，一般研究蒙古史者，大致都相信蒙古民族大概起源於大興安嶺的西邊，呼倫湖、貝爾湖一帶的額爾古納河流域，當時北亞洲，也就是現在的呼倫貝爾平原越過額爾古納河到外蒙古，各民族分佈情形，如果以蒙古爲中心的話，他的東邊是弘吉剌部，弘吉剌部的西南是塔塔爾部，再往西是汪古部，往西北是克烈部，克烈部的西北是乃蠻部，北邊是斡亦剌部，往北是不里牙惕部，在貝加爾湖的東南，也就是蒙古部的北邊是蔑兒乞部。
蒙古孛兒只斤部貴族鐵木真，在長期的戰爭中擴展了勢力，並用戰爭打敗了其他各部，統一了蒙古。1206年（金泰和六年/宋开禧二年），鐵木真在鄂嫩河邊召開大會，令到會各部首領承認他為全蒙古的最高統治者，尊稱他為成吉思汗。從此，形成了統一的大蒙古國政權。

## 歷史

### 部族起源
關於蒙古的名稱，漢籍記載最早的是唐代。《舊唐書·北狄傳》的「蒙兀」 ，《新唐書·北狄傳》的「蒙瓦」，是室韋的一支，也就是「蒙古」一名的前身。唐代以後，蒙古的譯名就有三十多種。「蒙古」一詞，最早見於《三朝北盟會編》所引《煬王江上錄》。「蒙古」一詞在元代的使用已非常普遍。
關於蒙古族的起源，有兩個古老的傳說。《元朝秘史》開篇講述成吉思汗之根源說，奉天命而生的孛兒帖赤那，有妻叫豁埃馬闌勒。他們渡過騰汲思湖來到斡難河源頭的不罕哈勒敦，安下營來，生子名巴塔赤罕。「孛兒帖赤那」的意思是「蒼色的狼」，「豁埃馬闌勒」的意思是「慘白色的鹿」。看來，蒼狼和白鹿是他們原始氏族社會的圖騰。
另一則傳說講的是，很久以前，蒙古人的祖先被另一個部族打敗，並對他們實施大屠殺，只剩下兩男兩女。這兩家人害怕敵人，逃到一處人跡罕至的地方，那裡四周惟有群山和森林，除了通過一條羊腸小道，歷盡艱難險阻可達其間外，別無途徑。在這些山中間，有豐盛的草和良好的氣候。這個地方叫額兒古涅‐昆。「昆」字意為「山坡」，而「額兒古涅」意為「險峻」。那兩個人的名字為：捏古思和乞顏。後來，隨著人口的生息繁衍，地域日漸狹窄，就有了走出這個嚴寒的峽谷和狹窄的山道的想法。他們找到一處鐵礦，於是，聚集全體，準備了許多木柴和煤，用70頭整張的牛馬皮製成風箱，架在山腳下煽起來，燒熔山壁，獲得無數的鐵，並走出山谷，走向廣闊的草原。這些傳說，形象地反映了蒙古民族形成以前的歷史發展過程。

### 契丹時代
十一世紀中葉以前，蒙古部大概還是一個比較弱小和分散的部落。《契丹國志》說蒙古里「國無君長所管」，「不與契丹爭戰，惟以牛羊駝馬皮毳之物與契丹為交易」；《遼史》中確也不見有征討蒙古部的記事。
蒙古人自己的歷史傳說，從孛端察兒以後才逐漸有較具體的事實，據說他曾征服了兀良合人的一個小氏族。但到篾年土敦時，這一支蒙古人幾乎被在遼軍打擊下潰逃的札剌亦兒人所滅，餘部避入邊遠的八兒忽真隘，其牧地自然是被札剌亦兒人所占，可見當時他們的力量還不大。經過若干年代，篾年土敦之孫海都與其叔納真聯合八剌忽部，攻滅札剌亦兒，擄其人以為奴隸，才「形勢寢盛」。此後納真一支游牧於斡難河下游，海都先在八剌忽之地，不久以後，「四傍部族歸之者漸眾」，可能就恢復了斡難河上游和不兒罕山故地。
海都長子拜姓忽兒早死，次子察剌孩領忽為首領，他的時代大概是蒙古部強盛的起點。他是泰赤烏氏的始祖。拉施德丁說：「根據載在《金冊》的更近於真實和更可信的傳說，泰赤烏人有很多部落，許多本族可尊敬的君主出於他們之中。他們擁有無數軍隊。此族的每一支都出現有才能的那顏和首領， 而且他們全是互相和睦與一致的。長期以來他們都從其中推舉出國君和汗，並服從於他。」察剌孩領忽之子名想昆必勒格，父子兩人都有遼朝的部族官號。《遼史》道宗太康十年（1084年）首見「萌古國遣使來聘」的記載，大約和他們的時代相當。領忽即令穩，為遼小部族官；想昆即詳穩，是遼授與大部族首領的官號，足見此時蒙古部已是一支比較大的勢力。
拜姓忽兒之子敦必乃薛禪（成吉思汗四世祖）後裔特盛，形成另一支強大的勢力集團，但他們一直與泰赤烏氏聯合在一起。敦必乃就曾與察剌孩領忽一道進行擄掠他部的戰爭。敦必乃子合不勒汗（又譯葛不律寒）被推舉為首領，「管轄了全蒙古百姓（qa-muq-mongqol）」。蒙兀國（哈木黑蒙古）由此得名，意為「全部蒙古」。合不勒是蒙古部第一個稱汗的首領。《史集》說：「他的名字在蒙古部中是最光榮和最尊崇的，他是本部和臣民的領袖與皇帝」。蒙古部至此建立起了強盛的兀魯思，其時代大體相當於遼末金初。

### 蒙古與金
12世紀初，游牧於今松花江、黑龍江下游的女真族勃興。完顏阿骨打統一女真諸部，於遼天慶五年（1115年）建立金朝；金天會三年（1125年），滅遼朝；次年擊敗北宋，後遷都中都（今北京），疆域東北到今日本海、鄂霍次克海，西北到今蒙古國，西接西夏，南鄰南宋，統治中國北部的廣大地區。金朝興起後，蒙古各部相繼成為金朝的屬部，金朝設置東北路、西北路、西南路招討司，對蒙古地區進行統治。繼遼朝之後，蒙古各部繼續受金朝的統轄，或接受金朝的冊封，或直接被編入金朝軍隊之中，或為金朝保衛邊塞。隨著金朝勢力的衰弱，加之要把主要力量用於中原地區，金朝對蒙古已無力進行直接統治。
拉施德丁告訴我們，在合不勒時代，蒙古人和女真人之間的緊張關係加劇了，女真人顯然把蒙古團結一致的發展看作對他們安全的威脅。為了緩解來自這方面的危險，女真人決定通過談判使蒙古人向他們納貢。他們邀請合不勒來宮廷，但外交行動失敗了。這個蒙古首領，在一次盛宴上飽餐一頓之後酪町大醉，在激動之餘，他用手抓住皇帝，掀了他的鬍子，接著被人制服。最初，金太宗完顏晟決定寬恕這一魯莽行為，允許合不勒回去。然而出於另外的考慮，他又派官員去追趕，想要把這個自命不凡的首領抓回宮廷進行嚴懲。合不勒殺死來使後起兵抗金，蒙古與金朝進入僵持的局面。 

### 對金衝突與稱臣
金天會十三年（1135年），「以蒙古叛」，金熙宗遣宋國王完顏宗磐與完顏希尹「提兵破之」，大獲其畜牧。金天眷二年（1139年），金廷又遣胡沙虎北攻蒙古部，糧盡而還，為蒙古追襲至上京西北，「大敗其眾於海嶺」。以後自金皇統三年（1143年）至金皇統六年（1146年），蒙古與金朝連年相攻，互有勝負。金主於金皇統六年（1146年）八月，調功臣皇叔完顏宗弼由南線回朝。奉命親率中原精兵8萬之眾，出征蒙古，大小數十仗，屢戰不勝，不得於不金皇統七年（1147年）三月，與蒙古訂立協議議和，並把西平以北27團寨，割與蒙古，每年供應蒙古相當數額的牛羊米豆，並冊封合不勒汗為「蒙兀國王」，才得罷兵修好。
金朝以武力征服不了蒙古，便利用塔塔兒部與蒙古部的舊有仇怨，挑起塔塔兒攻打蒙古。合不勒汗的內兄賽音·的斤患病後，曾請塔塔兒部的薩滿察兒乞勒·納都亦用巫術治療，因醫治無效而死去，賽音·的斤的兄弟們又殺死了察兒乞勒·納都亦，從此，塔塔兒和蒙古結了仇怨。金朝失去克魯倫河以北地區後，利用塔塔兒與蒙古原已存在的矛盾，支持塔塔兒部，對蒙古施加壓力。
合不勒死後傳位於其堂弟俺巴孩，其堂弟俺巴孩想把女兒嫁給一個塔塔兒人，此人居住在烏爾遜河附近。俺巴孩親自送女兒到塔塔兒人部落，行至中途，俺巴孩被主因塔塔塔兒給擄去，被獻給金熙宗完顏亶。（據《元朝秘史》稱：「金熙宗將俺巴孩釘在木驢上折磨致死。」）俺巴孩被塔塔兒乣军（主因·亦儿坚）抓住時，曾對隨同的巴剌合赤說：「要告誡蒙古的人，世世代代都要記住主因塔塔人是我們的仇人，縱然『五個指甲磨盡，便壞了十個指頭，也與我每報仇。』」再加上前面的薩滿事件，從此蒙古與塔塔兒成為世仇。
俺巴孩死後，眾蒙古泰赤烏部在斡難河的豁納森林集會，共同推舉合不勒罕的兒子忽圖剌合罕為汗。俺巴孩被俘送到金朝前，中意侄子忽圖剌合罕繼承汗位，這表示當時蒙古部族汗位繼承還沒有父子相傳的習慣。忽圖剌合罕，本名「忽圖剌」，因為他繼承了汗位，所以後來口述蒙古史事，以畏兀字母記錄下來的《元朝秘史》才把「合罕」兩個字加上去，「合罕」也就是可汗之意。
金世宗時（1161年－1189年），又實行了殘酷的「減丁」政策，下令每三年出兵向北方蒙古各部剿殺一次，到處劫奪擄掠，殺不完的做奴隸使用。使得蒙古各族流離失所，不得安居，對金朝統治者恨之入骨。

### 蒙古分裂
時光荏苒。忽圖剌汗死後，蒙古部落聯盟中的兩大支柱泰赤烏氏族和乞顏氏族一時無法達成一致而推舉出新的汗，兩氏族出現不和諧跡象。泰赤烏氏族的首領是胖子塔兒忽台，乞顏氏族的首領是也速該。蒙古部為何不能選出共同的汗？問題出在塔兒忽台與也速該不和。也速該有才能，理應繼承忽圖剌的汗位，但塔兒忽台卻不買賬。《元史》曰：「族人泰赤烏部舊與烈祖（即也速該）相善，後因塔兒不台（即塔兒忽台）用事，遂生嫌隙......」蒙古部雖沒有立刻解體，但泰赤烏與乞顏兩氏族首領間的關係已經比較緊張了。依照當時的汗位繼承法，繼承人應由前任汗提出，經「忽里勒台」選舉表決，但忽圖剌汗去世前，沒有提出汗位繼承人。因此，他死後，其侄兒也速該把阿禿兒統治了全蒙古。據《史集》載：「當時，也速該把阿禿兒是諸部、長幼親屬和族人們的首領。」
金大定二年（1162年），也速該率部與塔塔兒人進行激烈的戰爭。鐵木真出生那天，也速該擒獲兩名塔塔兒部的首領，其中一個名叫鐵木真兀格，為紀念這次戰功，也速該把新出生的孩子取名鐵木真（1162年~1127年）。這就是後來的成吉思汗。鐵木真的童年和青年時代是在動蕩的歲月中度過的。蒙古部因與塔塔兒人長期爭戰，結下了很深的仇怨。鐵木真九歲時，也速該帶他到通婚的弘吉剌部求親。按照蒙古人相沿的習俗，定親後鐵木真暫住岳父特薛禪家。也速該在返回時途經塔塔兒人住地，吃下塔塔兒人下毒的食物，到家後毒發身亡。鐵木真聞訊返回本部。
也速該死後，積怨已久的泰赤烏貴族塔兒忽台、忽鄰拔都等奪走了也速該部眾，一些乞顏氏貴族也因失去庇護而離開了鐵木真家族，依附泰赤烏氏。部落離散，使鐵木真母子陷入困境，他們和僅剩下的少數部眾住在斡難河上游不兒罕山一帶。塔兒忽台擔心鐵木真長大後報復，派遣護衛軍抓走了鐵木真，幸而得到泰赤烏屬民遜都思人鎖兒罕失剌的救助，才得以逃脱。此後為了躲避泰赤烏氏的進攻，他們不斷遷移住處。艱苦的環境，鍛煉了鐵木真的意志，也使他掌握了鬥爭的策略。

### 鐵木真統一蒙古
鐵木真和當時勢力強大的王汗和札木合分別結為義父子和兄弟，取得他們的支持。在他們的幫助下，鐵木真開始恢復元氣，許多舊時的部屬又紛紛回來了。鐵木真對部族進行了一些改革，加強了控制，把權力牢牢抓在自己手裡。金大定二十九年（1189年），鐵木真被擁戴稱汗。鐵木真的強大引起了札木合的不快。於是，兄弟反目，發生了歷史上著名的「十三翼之戰」。後來，鐵木真經過一系列對札木合的戰爭，不斷取得勝利。但在札木合的挑唆下，加之鐵木真和義父王汗之間也產生了一些矛盾，王汗也在擔心一天天壯大的鐵木真，故而，鐵木真和王汗之間發生戰爭也在所難免。最終，鐵木真打敗王汗，奪取了王汗所屬的土地和部族。
鐵木真擊敗王汗後，面前有兩個敵人乃蠻部和塔塔兒人。這兩個敵人一個是強大的草原部落，必須要消滅的對手；一個是和他有著殺父之仇。因此消滅他們也勢在必行。鐵木真開始策劃吞併塔塔兒和乃蠻的戰爭。金泰和二年（1202年），鐵木真全殲了塔塔兒人，報了殺父之仇。金泰和四年（1204年），鐵木真消滅了乃蠻部太陽汗。鐵木真逐一擊潰強敵，最後統一了蒙古高原上的游牧部落，成為蒙古高原最強大的統治者。從此，鐵木真的威名震動了蒙古高原，其他部落再也不敢同他爭鋒了。這樣，鐵木真就基本完成了統一全蒙古的大業。

## 後續
1206年（金泰和六年），鐵木真統一了全蒙古。於是他「大會諸王群臣，建九游白旗，即皇帝位於斡難河之源。諸王群臣共上尊號曰成吉思皇帝」，是為成吉思汗。成吉思汗統一蒙古後，遂展開了東征西討、南征北戰等一系列戰爭。從1207年（金泰和七年）到1218年（金興定二年），率軍先後滅掉畏兀兒和西遼，進攻西夏和金朝，前鋒直達黃河北岸，一度占領金朝中都（今北京）。1219年（金興定三年）至1225年（金正大二年），蒙古軍隊數次西征，攻佔中亞，征戰歐洲，南下忻都（印度）等。
1226年（金正大三年），率軍進攻西夏，取甘、肅等州。同年九月，蒙古兵围益都。1227年（金正大四年）春，成吉思汗「留兵攻夏王城，自率师渡河，攻積石州」。1227年（金正大四年）二月，破臨洮府。同年三月，破洮、河、西寧諸州。同年五月，遣唐慶等使金朝，成吉思汗在六盤山避暑。同年六月，金朝遣完顏永錫、奧屯阿虎來請和。成吉思汗對群臣說：「朕自去五星聚時，已嘗許不殺掠，遽忘下詔耶。今可布告中外，令彼行人亦知朕意。」
1227年8月25日（金正大四年七月十二日），成吉思汗病死於「薩里川哈老徒之行宮」。臨死前，對左右說：「金精兵在潼關，南據連山，北限大河，難以遽破。若假道於宋，宋、金世仇，必能許我，則下唐、鄧，直搗大梁。金急，必征兵潼關。然以數萬之眾，千里赴援，人馬疲弊，雖至弗能戰，破之必矣」。言畢而死，同月夏主李睍降。成吉思汗享年73歲，他的孫子忽必烈後來建立了元朝，並滅掉南宋。元朝在中國歷史上存在了九十餘年，最終被明朝取代。

## 君主列表
| 肖像 | 廟號 | 謚號             | 尊號     | 名諱   | 在世時間                     | 在位時間       | 陵寢   |
| ---- | ---- | ---------------- | -------- | ------ | ---------------------------- | -------------- | ------ |
|      | －   | －               | －       | 合不勒 | ？－？                       | 1131年－？     | －     |
|      | －   | －               | －       | 俺巴孩 | ？－？                       | ？－？         | －     |
|      | －   | －               | －       | 忽圖剌 | 1111年－1161年               | 1156年－1161年 | －     |
|      | 烈祖 | 神元皇帝         | 把阿禿兒 | 也速該 | 1133年－1171年               | 1160年－1171年 | －     |
|      | 太祖 | 法天啟運聖武皇帝 | 成吉思汗 | 鐵木真 | 1162年5月31日－1227年8月25日 | 1189年－1206年 | 起輦谷 |